# Sandy Mölling
Sandy Mölling (n. 27 aprilie 1981, Wuppertal, RFG) este o cântăreață germană de muzică pop, ea devenit cunoscută ca membră a formației muzicale "No Angels".

## Date biografice
Mölling a copilărit în Wuppertal. Ea are trei frați. Familia Mölling se mută la Koblenz. Sandy urmează cursurile școlii din Lahnstein, după absolvirea clasei XI, la vârsta de 16 ani, pleacă de acasă. La început lucrează ca vânzătoare la un magazin de îmbrăcăminte. Între anii 2002 - 2008, trăiește împreună cu managerul ei, Renick Bernadina, cu care are un fiu. În 2009 se desparte de Bernadina și trăiește împreună cu cântărețul candian Nasri Atweh. Cei doi fac parte din formația muzicală germană No Angels.

## Diskografie

### Albume
| Anul | Titlu         | Clasament    | Clasament    | Clasament    | Note                                                 |
| Anul | Titlu         | DE           | AT           | CH           | Note                                                 |
| ---- | ------------- | ------------ | ------------ | ------------ | ---------------------------------------------------- |
| 2004 | Unexpected    | 13 (5 săpt.) | 73 (1 săpt.) | 91 (2 săpt.) | Prima apariție: 13. September 2004 vânzări: 113.000+ |
| 2006 | Frame of Mind | 53 (1 săpt.) | –            | –            | Prima apariție: 26. Mai 2006 vânzări: 25.000+        |

### Singles
| Jahr | Titel                             | Clasament    | Clasament    | Clasament    | Album         |
| Jahr | Titel                             | DE           | AT           | CH           | Album         |
| ---- | --------------------------------- | ------------ | ------------ | ------------ | ------------- |
| 2004 | Unnatural Blonde                  | 8 (9 săpt.)  | 29 (7 săpt.) | 41 (2 săpt.) | Unexpected    |
| 2004 | Tell Me                           | 10 (9 săpt.) | 34 (6 săpt.) | 46 (5 săpt.) | Unexpected    |
| 2005 | Unexpected (featuring Manuellsen) | 29 (5 săpt.) | 52 (3 săpt.) | –            | Unexpected    |
| 2006 | Crash                             | 24 (9 săpt.) | –            | –            | Frame of Mind |
| 2006 | Living without You                | 36 (6 săpt.) | –            | –            | Frame of Mind |

### Alte hit-uri
- 2008: Bambi 2 – Der Herr der Wälder Soundtrack
  - Through your eyes
  - Alles lebt
  - Es fühlt sich nach Frühling an
- 2009: Dornröschen Titellied
  - Eines Nachts im Traum
- 2010: Vom Geist der Weihnacht, live la Musical-Dome Köln

## Filmografie
- 2003: Soloalbum – ca Anastacia
- 2004: Der WiXXer – cu No Angels
- 2008: Der Glücksbringer

### TV
- 2001–2002: Popstars
- 2004: Gute Zeiten, schlechte Zeiten
- 2004: Popstars (Jurymitglied)
- 2007: Let’s Dance
- 2008: Sketch for fun
- 2008: Die singende Firma
- 2009: Ein Haus voller Töchter - Disco, Disco

### Moderare
- 2006–2008: Du bist…
- 2007–2008: Damenwahl
- 2007: AUTSCH TV… Das gibt's doch gar nicht
- 2008–2010: Sport-Desaster… die spektakulärsten Sportunfälle der Welt
- 2010: Just the Best – Der große Musiktest

## Musical
- 2010: Vom Geist der Weihnacht ca înger în Musical Dome Köln

## Distincții
- 2004 Maxim-Woman of the year (Pop National)
- 2005 Jetix-Kids-Award – Heißeste Sängerin